# 绛云楼
绛云楼，为中国明末清初大儒钱谦益在故乡常熟的藏书楼。

## 历史
钱谦益为明萬曆三十八年进士，官至礼部侍郎。降清後，仍任禮部侍郎。不久，稱疾告歸，居紅豆山莊，構築絳雲樓，將所藏書重加繕治，區分類聚，集中在絳雲樓上，共有七十三大櫃，總卷數達十萬餘以上。絳雲樓高約百尺，有儲藏室及居住臥室，並有賓客廂房。樓中藏書豐厚，曾经尽收刘凤厞载阁、钱氏悬罄室、杨怡七桧山房、赵氏脉望馆四家藏书。更不惜重赀购古本，以致"书贾奔赴捆载无虚日"。王世贞生前以一座庄园代价换得的《两汉书》，后来因故散落於民间，钱谦益以一千二百金的高价觅得。藏書之水準幾可與皇家内府相比，並編有《絳雲樓書目》。錢氏自称：“我晚而贫，书则可云富矣”。
順治七年（1650年）初冬之夜，钱氏幼女同乳母嬉戲於樓上，不慎打翻烛火，引烧废纸，酿成大火，将绛云楼藏书焚毁。錢氏畢生所藏图书毁灭殆尽，所谓“吾家庚寅之火，江左书史图籍一小劫也”。順治十八年（1661年），錢謙益將絳雲樓燼餘之書轉交給族曾孫錢曾。2008年，常熟尚湖风景旅游管委会筹划将绛云楼与拂水山庄易地重建，由苏州园林设计院老院长匡振鶠担纲设计。